# Сани
Са́ни, санки, салазки — распространённый тип повозки без колёс, обычно имеющей полозья, для перемещения людей и грузов путём скольжения по поверхности (например, по снегу). Для тяги (перемещения) используют лошадей, оленей, мулов, быков, собак. Также для этой цели сани перемещаются человеком, тянущим сани за собой или перемещающим сзади.

## Этимология
Русское обозначение этого средства перемещения — общеславянское по происхождению (рус. и укр. сани, пол. sanie, sanki, чеш. sáně, словац. sane, в.-луж. sanje, н.-луж. sańe, болг. санка, сербохорв. саоне, сање, сањке, санке). По-видимому, происхождение искомого слова — исконно славянское, и связано также со значением «ползти, полоз», что отражается, например, в др.-рус. и ст.‑слав. сань — «змея», или чеш. и словац. saň — «змей, дракон» (см. чеш. plaz — «пресмыкающееся»).

## Конструкция
Основным конструктивным элементом саней являются полозья — два деревянных (в наше время также металлических) брусьев с плавно загнутой сверху головкой, обеспечивающие передвижение по поверхности.

## История
Сани являются древнейшим транспортным средством, повозкой, развившейся из волокуши. Они исторически употреблялись во многих уголках земного шара, включая те, где отсутствует зимний снежный покров (например, Древний Египет).

### Древний мир
Вероятно, сани как транспортное средство было известно ещё шумерам: так, они упоминаются в «Песне о мотыге» — поэтическом тексте эсхатологического содержания, помимо всего прочего, использовавшимся в процессе обучения в шумерских школах.
В Древнем Египте сани использовались, в частности, при транспортировке больших лодок или крупных каменных блоков при строительстве. Стоит, однако, отметить, что дошедшая до наших дней документация о транспортировке строительных блоков датируется временами Среднего и Нового царств. С другой же стороны, принимая во внимание постоянство использовавшихся на протяжении древнеегипетской истории строительных технологий, не стоит исключать того, что сани применялись и при строительстве пирамид.
Одним из древнейших сохранившихся древнеегипетских саней являются обнаруженные в дахшурском царском некрополе, датируемые XII-ой династией (Среднее царство). Этот экземпляр, кроме того, крупнейший по размерам, достигая в длину 4,2 м; поскольку служил для переноса больших погребальных лодок, предназначавшихся для проведения ритуалов в погребальном комплексе Сенусерта III. Кроме того, из известных находок древнеегипетских саней можно отметить приведённые на иллюстрации сани из погребального комплекса Сенусерта I, обладающие длиной 1,73 м и шириной 0,78 м. Материалом изготовления строительных саней служили, по всей видимости, акация или привозные из Финикии кедр и дуб.
Наглядным источником, иллюстрирующим использование саней в древнеегипетском строительстве, является барельеф, изображающий перемещение гигантской статуи номарха Джехутихотепа (Дейр-эль-Берша, XII династия).

### В России
Традиционно в России сани являются самым распространённым зимним транспортом и присутствовали практически в каждой сельской семье, будучи предметом первой необходимости. В допетровской Руси, вследствие неудовлетворительного состояния дорог и городских и деревенских улиц сани были самым распространённым транспортом, употреблявшимся даже в летнюю пору. На руку играла и сравнительная дешевизна данного вида транспорта. В болотистых и лесистых местах Русского Севера: в Архангельской, Вологодской, Олонецкой и Костромской губерний сани использовались летом (в основном, для передвижения по бездорожью) до начала XX века.
Данный транспорт очень рано фиксируется в древнерусских летописных источниках: обозначение «сани» и тождественное «воз» упоминаются в текстах XI в., также сани упоминаются в летописях XIII—XV вв. Примерно тем же временем датируются и археологические находки саней (например, в археологических слоях X—XIV вв. в Великом Новгороде), на основе которых легко реконструируются бытовавшие тогда типы саней, во многом схожие с более поздними великорусскими: дровни, тяжеловесные грузовые, лёгкие выездные, беговые с высоко поставленной грядкой (см. ниже), возки и ручные санки-салазки. Сани, в том числе и выездные, фиксируются на древнерусских миниатюрах, начиная с XIV в. (например, в Радзивилловской летописи и житии Бориса и Глеба), кроме того, они присутствуют и на рисунках и в описаниях посещавших Русское царство иностранцев. В X—XV веках на санях, а также на телегах, прежде всего перевозили грузы (так, на одной из миниатюр Никоновской летописи XVI в. изображены сани, гружёные репой) или женщин с детьми, в то время как мужчины предпочитали ездить верхом; и только с XVI—XVII вв. езда на повозках получила бо́льшее распространение.
Во времена Московской Руси езда на санях считалась более почётной, чем на колёсных повозках (таких, как колымаги или кареты) или верхом, ввиду чего сани использовались при всех торжественных случаях, особенно высшими духовными лицами (патриархом, архиереями), предпочитавшими их и летом до конца XVII века. Также выезд на санях (даже летом) был неотъемлемым событием для великого князя, а впоследствии и царя. Из-за своего статуса выездные сани были необходимым атрибутом знатных людей, зимой из дому они всегда старались выезжать на санях, даже к проживавшему поблизости соседу. Старинные сани знати имели вид лодки с краями, загнутыми спереди и сзади, или длинного ящика, суживающегося спереди, в котором можно было лежать. В них обычно запрягали одну лошадь, верхом на которой сидел кучер. У знатных бояр и особенно у великих князей и царей сани отличались богатым убранством; царские сани могли стоить 200—300 рублей. В них ездили преимущественно по одному, реже по два человека, но, например, при выездах царя Алексея Михайловича в сани стоя помещалось два боярина на запятках и два стольника у царских ног, на специально сделанных уступах («полках»).
На короткие расстояния мужчины в допетровской Руси выезжали небольших санках с открытым ладьеобразным кузовом с загнутыми вовнутрь краями передка и задка, и вмещавших одного, реже двух человек. Изнутри они обивались тонкой кожей или шёлком, сидение покрывалось медвежьей шкурой, сверху накидывали полость — покрытие из войлока или толстого сукна с бархатным узором, прикрывавшее ноги седока. Возница управлял лошадью, сидя на ней верхом.
Женские сани, одинаковые по форме с мужскими, были немного шире и снабжались по сторонам жердями, на которые навешивалось сукно, таким образом сани закрывались и сверху, и с боков. Женские выездные сани, использовавшиеся для поездок как и на короткие, так и на длинные расстояния, обладали закрытым кузовом с дверцем и слюдяными оконцами с занавесками (см. ниже — возок), обивавшиеся внутри тканями (сукном, бархатом, иногда овчиной, а у очень богатых людей — даже соболем), а в качестве сидений в них использовались подушки.
Разнообразными были сани, использовавшиеся крестьянами. Различались они по размерам, форме, отделке кузова и т. д. Полозья саней (достигавшие с учётом загнутой головки длину от 1,8 до 2,4 м; также существовали сани, чьи полозья были по 3,3-3,4 м в длину) изготовлялись из прочных древесных пород (дуба, вяза, берёзы, клёна и т. п.), были трапециевидного, прямоугольного или полукруглого сечения, им старались придать красивую форму. Расстояние между полозьями (т. н. ход саней) составляло от 60 до 80 см. В полозьях присутствовали пазы, в которых вставлялись т. н. копылы — массивные деревянные бруски (как правило, кленовые; также изготавливавшиеся из сосны и ели) высотой ≈10-30 см, расположенные вертикально; всего в полозе устанавливали от 4 до 12 копыл. Соединялись копылы с полозом шиповым замком, носившим название «вполутёмок», поскольку шип был потайным и обладал дополнительным опорным плечиком. Шипы присутствовали и на верхней стороне копыл. Между собой копылы одного полоза соединялись так называемыми вязовьями — толстыми ветками легко гнущихся пород деревьев (черёмуха, ветла и т. д.). В некоторых санях полозья также соединялись поперечинами — толстыми четырёхгранными брусьями, насаживавшимися на копылы. На копылы по всей длине полоза устанавливалась грядка (нащеп), представлявшая собой толстый сруб овального или прямоугольного сечения, изготавливавшийся из сосны или ели. Таким образом поперечины и грядки образовывали раму, на которую устанавливался кузов саней, но если поперечины отсутствовали, то кузов устанавливался прямо на грядках.
Как правило, на селе сани запрягались одной, реже двумя лошадьми. Лошадь запрягалась в оглобли, привязывавшиеся к первым копылам.
Зажиточные крестьяне могли позволить себе выездные сани, использовавшиеся не только во время поездок по необходимости (в гости, на ярмарку), но и для справления обычаев и ритуалов (свадеб, похорон, катания на Масленицу). Однако общераспространёнными были грузовые сани, в которых перевозили солому, сено, дрова, поваленный на сруб лес и т. д. Выездные сани отличались рядом особенностей, связанным со своим предназначением — перевозкой людей: в частности, прежде всего их кузов был высоко поставлен, закреплялся он на площадке, образованной поперечинами и двумя грядками. Кузов выездных саней был открытым сверху, сужавшимся к переду и бывшим относительно широким сзади. Кузов обладал относительно высокими бортами. Изготовлялся он из досок, хорошо пригнанных друг к другу, или деревянных реек, обшитых лубом, а иногда и листовым железом. Поверх внутренность кузова покрывали сукном, холстиной или кожей; а внешняя сторона — перед, зад и бока — деревом. Кузов был рассчитан на трёх человек — двух пассажиров-седоков, сидевших на задней скамье, и возницы, сидевшего спереди на т. н. облучке — передней скамье. В большинстве случаев выездные сани старались тщательно украшать, внешнюю сторону выездных саней покрывали резьбой и росписью. Также выездные сани старались изготовлять и красивыми по форме.
Особое устройство имели сани, использовавшиеся при ямской гоньбе. Они обладали низким закрытым кузовом длиной в человеческий рост, покрытым сверху войлоком, мехом или сукном, выстилавшимся изнутри толстым слоем войлока. Седок в таких санях ехал обычно лёжа, закутавшись в овчину. Такие сани запрягались тройкой.
Для хранения саней и телег в традиционных домах Русского Севера использовалось специальное помещение — поветь, где также хранились сено и сельскохозяйственные орудия.
Традиционные русские выездные сани использовались в крестьянском хозяйстве до начала XX века, многие формы традиционных саней использовались и в 1950-е годы.
В 1986 году Госпланом РСФСР был принят стандарт РСТ РСФСР 138-86 «Сани-дровни и сани-розвальни. Общие технические условия».

## Современное использование
На данный момент сани используются преимущественно как средство развлечения детей, для катания с горки (или другой подобной возвышенности). Такие санки обладают металлическими или деревянными полозьями и сиденьем в виде настила из дощечек или тонких брусков, соединённым с полозьями вертикальными стойками; также они могут обладать спинкой. Также сани используются в спортивных целях (санный спорт).
В качестве хозяйственного транспорта сани до сих пор применяются в сельских местностях стран со снегостоем. В различных областях хозяйства применяются аэросани, оснащённые воздушным винтом, обеспечивающим реактивное движение.

## Производство
В России производством саней обычно занимались и ремесленники-производители телег, практически все артели носили смежный характер и были смежными санно-тележным, в связи с сезонностью этих видов транспорта, и сезонностью производства соответственно. Также производством саней занимались особые профессиональные ремесленники — санники. Они изготавливали сани как и на продажу, так и на заказ. Однако многие крестьяне сами изготовляли сани для своего хозяйства.

## Виды и типы саней
Существует множество разновидностей саней, различающихся устройством, функционалом и предназначением.
- Боб — род саней с рулевым управлением;
- Буер — спортивные сани с парусом для езды по льду;
- Беговые сани — лёгкие сани, использующиеся главным образом для тренинга рысистых лошадей;
- Беговушка — южносибирская разновидность пошевней, выездные сани с кузовом в виде деревянного ящика, расширенного в задней части[22];
- Возок — крытые сани с закрытым кузовом наподобие каретного: с дверцем и окошками;
- Волокуши — сани, состоящие из двух жердей (в современном исполнении — труб), передние концы которых привязываются к лошади, быку или собаке, а задние волочатся по земле;
- Выездные сани — сани, предназначенные для поездок (перевоза пассажиров), а также для катаний в праздничные дни с целью развлечения, элемент русского свадебного обряда[16];

- Дахук — традиционные армянские сани на ручной тяге;
- Дровни — русские крестьянские сани без кузова[23], использовавшиеся для перевоза больших и громоздких грузов[6];
- Керёжка — традиционные саамские сани;
- Кибитка, болочок — сани с ве́рхом[23];
- Козыречки, козырьки́ (в Сибири — скачки́) — в России в XIX маленькие сани, использовавшиеся в городских условиях[23];
- ледянка — пластинка, упрощённый вид саней;
- Нарты — сани на оленьей собачьей упряжи, используемые коренными народами Крайнего Севера[23];
- Обшевни — широкие сани, обшитые лубом или тёсом;
- Полозки — сани под карету[23];
- По́шевни, о́бшевни — дорожные сани[23], низкие и широкие, также использовавшиеся для перевоза мелкого груза, были распространены в северной и центральной части европейской части России[24];
- Пулка — лёгкие сани для перевозки небольших грузов человеком или собаками;
- Розвальни — традиционные русские низкие и широкие сани, применявшиеся для перевозки людей и небольших грузов[6];
- Салазки — маленькие деревянные ручные санки, предназначенные для скатывания с горки[23] или перевозки мелких грузов;

- Са́нка — обозначение саней на собачьей упряжи на Камчатке[23];
- Сани открытые[23];
- Сани троичные, парные, одиночные[23];
- Тобогган — бесполозные сани у индейцев Северной Америки;
- тарантайка;
- финские сани — высокие санки с длинными полозьями и специальной рамой на спинке сидения; их не везут, а толкают сзади (как на самокате);
- чу́нки — ручные санки[23], сани для перевозки тяжестей.

Согласно «Товарному словарю» 1956—1961 гг., в СССР в середине XX века сани входили в категорию т. н. обозных товаров, и в свою очередь делились на грузовые и легкие.

## В культуре
- Сани являются неотъемлемым атрибутом новогодних фольклорных персонажей, таких, как Дед Мороз и Санта-Клаус.
- «Любишь кататься, люби и саночки возить» — русская пословица, обозначающая необходимость труда ради получения удовольствий от жизни[27].
- Катание на санях является одним из распространённых изобразительных мотивов на донцах традиционных русских прялок[28].

### В ритуалах
В культуре многих народов, включая знавших колёсный транспорт, сани использовались в качестве элемента похорон. Они, в частности, служили средством перемещения тела усопшего. Данная практика, по сообщению этнографа Дмитрия Анучина, имела место в Древнем Египте, а позднее в Западной Европе, у славян (включая русских) и финнов.
В Древнем Египте сани во время похорон передвигались воловьей упряжью, людьми, или же обеими сразу. Использование в санях в древнеегипетском погребальном обряде отражено в изобразительных источниках (барельефах, иллюстрациях на папирусах; притом именно погребальные сани наиболее часто присутствуют в древнеегипетских изображениях), а также упоминаются в автобиографии сановника Синухе, датирующейся Средним царством:

Устроят для тебя торжественное шествие в день погребения, <…> небо будет над тобой, помещенным на салазки (?), причём быки повлекут тебя…
— Тураев Б. О. Рассказ египтянина Синухета и образцы египетских документальных автобиографий // Культурно-исторические памятники древнего Востока. — М., 1915. — Вып. 3.
Первое упоминание в использовании саней в погребальном обряде на Руси содержится в описании похорон Владимира Святославича (1015 год) — тело почившего князя не только довезли в санях до церкви, но более того, в ней покойника также положили на сани. И позднее сани использовались на похоронах, до XVII века в том числе и членов великокняжеской и царской семьи. Иногда сани служили носилками для сопровождавшей гроб вдовы или матери покойного. Сани использовались на похоронах как и зимой, так и летом. Использование саней в похоронных ритуалах отразилось и в идиоматике: известно древнерусское устойчивое выражение др.-рус. сидѣти на саньхъ, близким аналогом которого будет совр. рус. стоять одной ногой в могиле.
Не меньшее ритуализированное значение сани имели и в обряде бракосочетания. На Руси для невесты предлагались самые нарядные сани, покрытые атласом, бархатом, богатыми коврами, кроме того, украшалась и упряжь. Невеста въезжала в церковь со свахами, державшими над ней соболей, а из церкви — с женихом.
В случае, если жених не нравился невесте и её семье, то для деликатной формы выражения отказа (чтобы не отказать на словах и ненароком не обидеть уважаемых людей) в сани к сватам укладывали борону, также игравшую роль в русском свадебном обряде.
Катание на санях является неотъемлемым атрибутом Масленицы.

## Галерея
- Фигурные сани, XVIII век, из собрания Швейцарского национального музея (Цюрих)
- Фигурные детские сани, 1-я четверть XVIII века, тот же музей
- Деревянные миниатюрные санки, середина-конец XX в., из собрания музея Роттердама
- Сани для перевозки пострадавших в горах
- Сани для перевозки пострадавших, раненых или заболевших
- Сани-контейнер для сахара, Словения, 1951 г.
- Хозяйственные сани, Белоруссия, 1930-е гг.
- Сани, вторая половина XIX века, Дания
- сани-маршрутка 1914 год в Санкт-Петербурге
- Оглобли для саней. Концы, крепящиеся к саням. Витебская область
- Тракторные волокуши
- Конные сани. Украина, 2012 г.
- Санки, использовавшиеся в итальянской армии в период Первой Мировой войны
- Выездные сани, Норвегия
- Выездные сани, экспозиция этнографического музея народов Забайкалья (Улан-Удэ)
- Выездные сани, Сольвычегодский уезд Вологодской губернии, из экспозиции Российского этнографического музея